# Municipio de Svea (Dakota del Norte)
El municipio de Svea (en inglés: Svea Township) es un municipio ubicado en el condado de Barnes en el estado estadounidense de Dakota del Norte. En el año 2010 tenía una población de 41 habitantes y una densidad poblacional de 0,44 personas por km².

## Geografía
El municipio de Svea se encuentra ubicado en las coordenadas 46°45′42″N 98°14′56″O / 46.76167, -98.24889. Según la Oficina del Censo de los Estados Unidos, el municipio tiene una superficie total de 92.92 km², de la cual 92,92 km² corresponden a tierra firme y (0 %) 0 km² es agua.

## Demografía
Según el censo de 2010, había 41 personas residiendo en el municipio de Svea. La densidad de población era de 0,44 hab./km². De los 41 habitantes, el municipio de Svea estaba compuesto por el 92,68 % blancos, el 7,32 % eran amerindios. Del total de la población el 0 % eran hispanos o latinos de cualquier raza.